# رنگ‌افزا
رنگ‌افزا گروهی از اتم‌ها است که به رنگ‌بر می‌چسبد و توانایی رنگ‌بر در جذب نور را اصلاح می‌کند. آنها خود به تنهایی توان تولید رنگ را ندارند اما هنگامی که در یک ترکیب آلی در کنار یک رنگ‌بر قرار می‌گیرند به رنگ آن شدت می‌بخشند. برای نمونه می‌توان به گروه هیدروکسیل (OH-)، گروه آمین (−NH2)، گروه آلدئید (CHO-) و متیل مرکاپتان (−SCH3 اشاره کرد.
رنگ‌افزاها در اصل یک گروه عاملی از اتم‌ها هستند که یک جفت الکترون غیرپیوندی یا بیشتر دارند و هنگامی که به یک رنگ‌بر می‌چسبند هم طول موج و هم قدرت جذب را دگرگون می‌کنند.

## انواع
دو دستهٔ اصلی از رنگ‌افزاها وجود دارد:
- اسیدی: COOH-, OH-, −SO3H
- بازی: −NH2، NR2 و NHR-